# 닉스노믹스

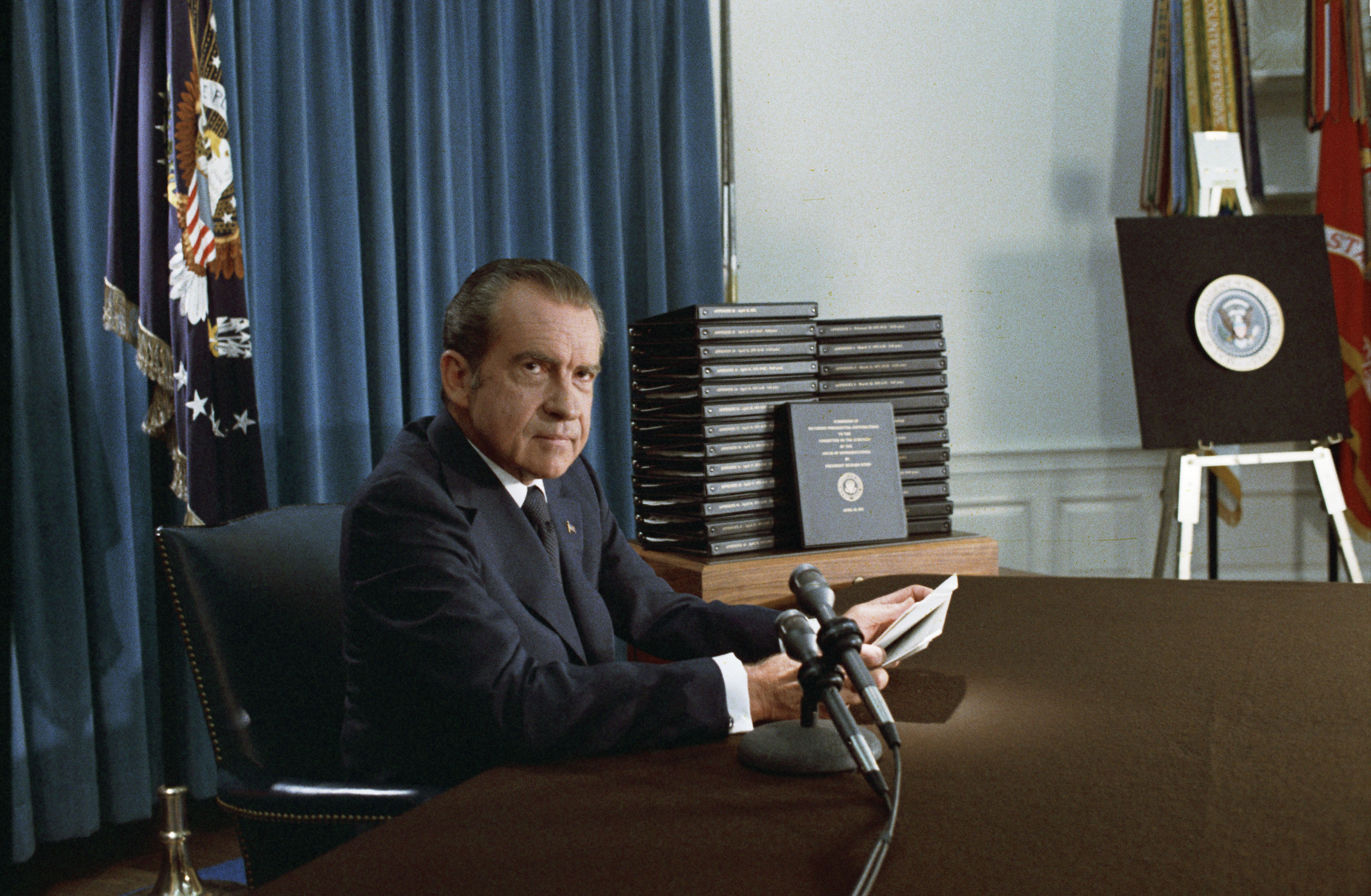
리처드 닉슨 대통령

닉스노믹스(영어: Nixonomics)는 "닉슨"과 "경제학"이라는 단어를 조합한 혼성어로, 리처드 닉슨이 대통령 재임 기간 동안 미국 경제의 성과 (즉, 더 광범위한 전후 경제호황 기간 중 1969년과 1970년부터 1973년까지의 경제 확장과 경기 침체 중 1969년부터 1970년 및 1973년부터 1975년까지의 경기 침체) 또는 닉슨 행정부의 경제 정책을 의미한다. 닉슨은 자신의 성이 "경제학"이라는 단어와 결합된 첫 번째 대통령이다.
닉슨은 린든 B. 존슨 대통령으로부터 약한 경제를 물려받았다. 1969년, 투자 세액 공제 폐지와 2백만 명의 빈곤층을 세금 부과 대상에서 제외하는 등 닉슨의 여러 아이디어를 담은 세금 법안이 통과되었다. 1년 후, 그 계획이 효과를 내지 못하고 있다는 것이 분명해졌다. 닉슨은 1971년에 의회에 자신의 예산 계획을 제출했는데, 여기서 그는 116억 달러의 적자를 사용할 예정이었다. 닉슨은 당시 정부 지출이 국가를 경기 침체에서 벗어나게 할 수 있다고 명시한 케인스주의 경제 원칙에 공개적으로 동의했는데, 이는 공화당 대통령에게는 상당히 이례적인 견해였다.
닉슨이 연방준비제도 의장으로 임명한 아서 F. 번스는 국가의 인플레이션과 실업률이 급격히 상승함에 따라 긴축 통화 정책에서 벗어났다. 1971년 초 몇 달 동안 닉슨은 철강 산업의 임금 상승을 비판하기 시작했고, 건설 산업을 더 면밀히 감시하기 위해 3자 위원회를 설립했다. 재무장관 존 코널리는 정부가 새로운 조치를 취해야 할 것이라고 발표했다. 그럼에도 불구하고 실업률은 6%에 도달했다.
8월에 정부는 매우 극단적인 조치들을 포함한 새로운 경제 계획을 세웠는데, 이 조치들은 나중에 "닉슨 충격"으로 불리게 된다. 이 계획은 1971년 8월 15일 전국 TV 연설을 통해 발표되었다. 닉슨은 금 태환을 중단하고 금이 더 이상 미국 달러로 전환되지 않을 것이라고 선언했다. 이는 당시 다른 주요 통화에 비해 달러 가치를 8% 평가절하하여 미국 수출과 국내 경제를 활성화시켰다. 90일간의 임금 및 물가 동결과 생활비 위원회 설립 또한 발표되었다. 그는 사전에 어떤 동맹국에도 통보하지 않아 국가들 간에 몇 가지 문제를 야기했다.
1972년까지 실업률은 계속 상승하여 1969년에 비해 미국인 실업자가 200만 명 더 늘었다. 행정부는 252억 달러의 예산으로 경제를 활성화할 때라고 결정했다. 선거가 있는 해에 통화 공급은 9% 증가했다. 이로 인해 많은 사람들이 닉슨과 번스가 닉슨이 다가오는 선거에서 승리하고 번스가 정부 직위를 유지하기 위해 거래를 했다고 비난했다. 두 사람은 모두 그 비난을 부인했다.
1972년 가을이 되자 경제는 개선되기 시작했다. 실업률은 마침내 떨어지고 있었고 인플레이션은 비교적 통제되고 있었다. 미국은 일시적으로 경기 침체에서 벗어났다. 선거 후 인플레이션은 곧 증가했다. 실패한 임금 및 물가 통제가 해제되자 다른 문제들이 미국 경제에 큰 영향을 미쳤다. 확대된 통화 공급, 증가된 적자의 영향, 그리고 상승하는 유가가 모두 미국 경제에 흔적을 남겼다. 1973년에 인플레이션은 8.8% 증가했으며, 다음 해에는 12.2% 증가했다.

## 같이 보기
- 카터노믹스
- 레이거노믹스
- 클린턴노믹스
- 부시노믹스
- 오바마노믹스
- 트럼프노믹스
- 바이든노믹스

## 추가 자료
- 레너드 실크, 닉스노믹스: 자유 기업의 우울한 과학이 통제의 검은 예술이 된 방법